# Carlini (cráter)

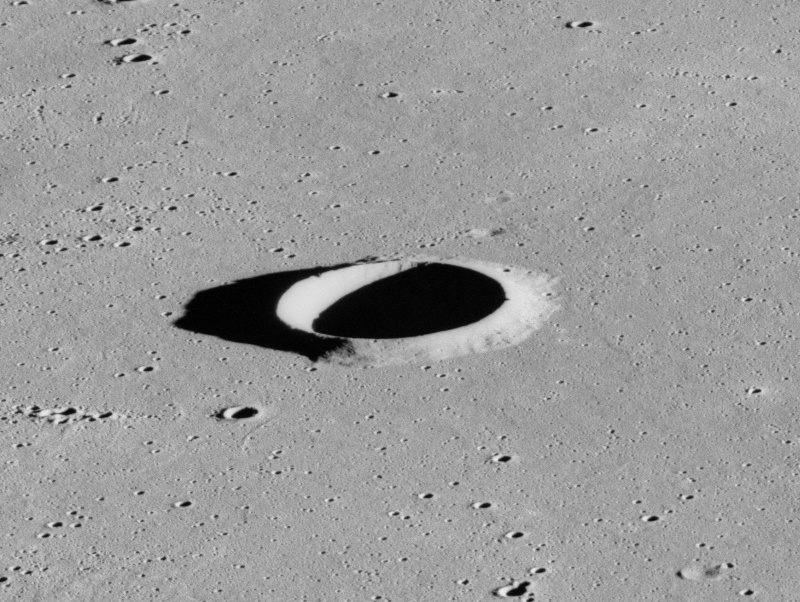
Fotografía de la misión Apolo 15

Carlini es un pequeño cráter de impacto lunar situado en el Mare Imbrium. Al sur se encuentra el Dorsum Zirkel, y más al sur se aparece el pico Mons La Hire.
El cráter posee una pequeña pista central en forma de cuenco. Su albedo es más alto que el del mar circundante, por lo que es muy visible debido a su ubicación aislada.

## Cráteres satélite

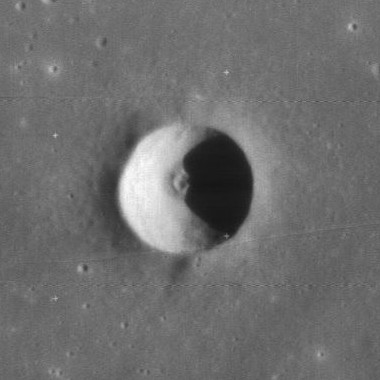
Carlini D

Por convención estos elementos son identificados en los mapas lunares poniendo la letra en el lado del punto medio del cráter que está más cerca de Carlini.
|         | \| Carlini \| Coordenadas \| Diámetro \| \| ------- \| ----------------------------- \| -------- \| \| A \| 35°24′N 26°36′O / 35.4, -26.6 \| 7 km \| \| C \| 35°00′N 22°54′O / 35.0, -22.9 \| 4 km \| \| D \| 33°00′N 16°00′O / 33.0, -16.0 \| 9 km \| \| E \| 31°36′N 20°30′O / 31.6, -20.5 \| 1 km \| \| G \| 32°36′N 25°00′O / 32.6, -25.0 \| 4 km \| \| H \| 32°24′N 24°24′O / 32.4, -24.4 \| 4 km \| \| K \| 31°06′N 23°42′O / 31.1, -23.7 \| 4 km \| \| L \| 31°18′N 24°48′O / 31.3, -24.8 \| 3 km \| \| S \| 37°54′N 27°12′O / 37.9, -27.2 \| 4 km \| |          |
| Carlini | Coordenadas | Diámetro |
| A       | 35°24′N 26°36′O / 35.4, -26.6 | 7 km     |
| C       | 35°00′N 22°54′O / 35.0, -22.9 | 4 km     |
| D       | 33°00′N 16°00′O / 33.0, -16.0 | 9 km     |
| E       | 31°36′N 20°30′O / 31.6, -20.5 | 1 km     |
| G       | 32°36′N 25°00′O / 32.6, -25.0 | 4 km     |
| H       | 32°24′N 24°24′O / 32.4, -24.4 | 4 km     |
| K       | 31°06′N 23°42′O / 31.1, -23.7 | 4 km     |
| L       | 31°18′N 24°48′O / 31.3, -24.8 | 3 km     |
| S       | 37°54′N 27°12′O / 37.9, -27.2 | 4 km     |

El siguiente cráter ha sido renombrado por la IAU.
- Carlini B (ver Cráter McDonald)

## Referencias

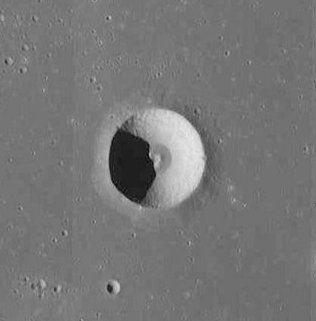
Fotografía de la misión Lunar Reconnaissance Orbiter